# Сираи, Ёсио
Ёсио Сираи (яп. 白井 義男 Сираи Ёсио, 23 ноября 1923, спец. район Аракава, Токио, Япония — 26 декабря 2003, Токио, Япония) — японский боксёр-профессионал, выступавший в наилегчайшей (Flyweight) весовой категории. Чемпион мира по версии ВБА (WBA).
Наилучшая позиция в мировом рейтинге: ??-й.

## Результаты боёв
| Бой | Дата | Соперник | Судьи | Место боя | Раундов | Результат | Дополнительно |
| --- | ---- | -------- | ----- | --------- | ------- | --------- | ------------- |